# Lycoriella bifasciculata
Lycoriella bifasciculata är en tvåvingeart som beskrevs av Hans-Georg Rudzinski 1997. Lycoriella bifasciculata ingår i släktet Lycoriella och familjen sorgmyggor. Inga underarter finns listade i Catalogue of Life.